# Кичигино (Смоленская область)
Кичигино — деревня в Гагаринском районе Смоленской области России. Входит в состав Родомановского сельского поселения. Население — 60 жителей (2007).
Расположена в северо-восточной части области в 18 км к северо-западу от Гагарина, в 24 км севернее автодороги М1 «Беларусь». В 15 км юго-восточнее деревни расположена железнодорожная станция Василисино на линии Москва — Минск.

## История
В годы Великой Отечественной войны деревня была оккупирована гитлеровскими войсками в октябре 1941 года, освобождена в марте 1943 года.